# Claudio Ranieri
Claudio Ranieri (* 20. Oktober 1951 in Rom) ist ein ehemaliger italienischer Fußballspieler und heutiger ‑trainer.

## Spielerkarriere
Aus der eigenen Jugend kommend erhielt Ranieri beim italienischen Erstligisten AS Rom 1972 einen Zweijahresvertrag. Anfangs gelang dem Verteidiger nicht, sich in der ersten Mannschaft durchzusetzen. In seiner zweiten Saison kam Ranieri auf sechs Einsätze, jeweils in der Startformation, und wurde dabei viermal ausgewechselt. Die vom Schweden Nils Liedholm trainierten Römer beendeten die Saison als Achte.
Im Jahr 1974 verpflichtete der Zweitligist US Catanzaro den mittlerweile 22-jährigen Ranieri. Erster Erfolg war 1975/76 der Aufstieg als Serie-B-Zweiter in die Serie A, dem postwendend der Abstieg folgte. Genauso umgehend erfolgte der Wiederaufstieg 1977/78, erneut als Zweiter. Diesmal hielt Catanzaro die Klasse. Insgesamt trat Ranieri 128-mal in fünf Saisons in der Serie A für die US Catanzaro an und traf dabei viermal ins gegnerische und einmal ins eigene Netz.
Der mittlerweile 30-jährige Verteidiger schloss sich 1982 dem sizilianischen Zweitligisten Calcio Catania an. Mit der Mannschaft wurde er 1982/83 unter Gianni Di Marzio Dritter der Serie B hinter der AC Mailand und Lazio Rom und schaffte nach Relegationsspielen gegen Como Calcio und die US Cremonese ein drittes Mal den Aufstieg in die Serie A. Ranieri trat in allen 30 Serie-A-Spielen der Saison 1983/84 für Catania an. Am Saisonende folgte der umgehende Wiederabstieg. Ranieri schloss sich danach der SSC Palermo an. Mit dem Zweitligaabsteiger belegte er in der drittklassigen Serie C1 den zweiten Platz hinter seinem früheren Verein US Catanzaro und stieg damit zum vierten Mal in seiner Karriere auf. 1985/86 sicherte sich Palermo als 16. von 20 Vereinen den Klassenerhalt. Ranieri spielte dabei 18-mal, ehe er – mittlerweile 34 Jahre alt – seine Karriere als Spieler beendete. Insgesamt trat er 50-mal für Palermo an.

## Trainerkarriere

### Italien
Direkt im Anschluss an seine Spielerkarriere übernahm Claudio Ranieri den Amateurverein Vigor Lamezia. Später nahm er ein Engagement beim FC Pozzuoli an. Bei seiner dritten Trainerstation machte sich Ranieri einen Namen, als er den drittklassigen Verein Cagliari Calcio aus der Serie C1 innerhalb von zwei Jahren in die Serie A brachte. Daher wurde er von der SSC Neapel verpflichtet. Zwar wurde er mit dem Verein 1991/92 Vierter in der Liga, jedoch wurde er nach einer Negativserie im November 1993 entlassen und durch Ottavio Bianchi ersetzt.
1993 unterschrieb Ranieri bei der AC Florenz in der Serie B. Er führte den Verein 1993/94 zurück in die Serie A, gewann mit zwei Siegen gegen Atalanta Bergamo 1995/96 die Coppa Italia und anschließend auch den Italienischen Supercup 1996 gegen die AC Mailand.

### Spanien
Im Jahr 1997 wechselte Claudio Ranieri nach Spanien zum FC Valencia. Mit dem Verein schaffte er 1998/99 die Qualifikation für die UEFA Champions League. Er stellte eine erfolgreiche Truppe mit Spielern aus der Jugendabteilung des Vereins, wie zum Beispiel Gaizka Mendieta, Miguel Ángel Angulo, Francisco Farinós und David Albelda, aber kaufte auch talentierte Spieler wie Santiago Cañizares oder den argentinischen Stürmer Claudio López ein, die beim Verein den Durchbruch schafften.
Jesús Gil holte Ranieri im Sommer 1999 zu Atlético Madrid. Allerdings blieb die Zusammenarbeit erfolglos. Als der Verein knapp vor einem Abstiegsplatz stand, entschloss sich Ranieri zur Kündigung und kam damit der Entlassung durch den Präsidenten zuvor.

### FC Chelsea
Am 18. September 2000 wurde Claudio Ranieri als Trainer beim FC Chelsea vorgestellt, obwohl er der englischen Sprache nicht mächtig war. Er beendete die Saison 2000/01 mit dem Verein auf dem sechsten Platz der Premier League und der Qualifikation für den UEFA-Pokal. Im Sommer 2001 baute er die Mannschaft um und verpflichtete Spieler wie Frank Lampard, William Gallas, Boudewijn Zenden oder Emmanuel Petit. In der Liga erzielte man allerdings wiederum nur einen sechsten Platz, dafür gelang der Einzug ins FA-Cup-Finale, das allerdings mit 0:2 gegen den Ortsrivalen FC Arsenal verloren ging.
Im folgenden Jahr schaffte man die Qualifikation für die UEFA Champions League. Ranieri baute während der Saison Talente wie John Terry, Robert Huth oder Carlton Cole in die Mannschaft ein.
Als dann Roman Abramowitsch 2003 den Verein übernahm, wurde das Transferbudget erhöht und Ranieris Arbeitsplatz stand nun unter besonderer Beobachtung. Vor allem ein Treffen des neuen Klubbesitzers mit dem damaligen Trainer der englischen Nationalmannschaft heizte Gerüchte an, die bis zum Ende der Saison nicht verstummten. Ranieri wurden Ausgaben von über 120 Millionen £ für neue Spieler genehmigt. Darunter waren Transfers von Damien Duff (für den damaligen Vereinsrekord von 17 Millionen Pfund Sterling), Wayne Bridge, Joe Cole, Scott Parker, Glen Johnson, Juan Sebastián Verón, Hernán Crespo, Claude Makélélé und Adrian Mutu (der allerdings über eine Kokainaffäre stolperte). Es folgte mit dem zweiten Platz das beste Ergebnis seit der Meisterschaft 1954/55 in der Liga. Da der Verein aber im Halbfinale der Champions League an der AS Monaco gescheitert war, wurde Ranieri durch den Portugiesen José Mourinho ersetzt, dem mit dem FC Porto der Sieg im UEFA-Pokal 2002/03 und in der UEFA Champions League 2003/04 gelungen war.
Im Herbst veröffentlichte Ranieri ein Buch über seine Zeit nach der Übernahme des Vereins durch Abramowitsch. Der Erlös von Proud Man Walking ging an das Londoner Great Ormond Street Hospital.

### Zurück in Spanien
Im Juni 2004 gab der FC Valencia die Rückkehr Ranieris bekannt. Er wurde Nachfolger von Rafael Benítez, der als Spanischer Meister und Sieger im UEFA-Pokal 2003/04 zum FC Liverpool gewechselt war. Ranieri verpflichtete vier Spieler aus der Serie A, allerdings schafften Marco Di Vaio, Stefano Fiore, Bernardo Corradi und Emiliano Moretti unter seiner Leitung nie den Durchbruch in Spanien. In einer mittelmäßigen Saison – zunächst gelang ein guter Start in der Liga, dann folgte eine lange Talfahrt, in der Champions League gelang ein grandioses 5:1 gegen Inter Mailand – wurde Ranieri für sein Spielsystem und seine Spielerpolitik – er setzte dauerhaft auf die schwächelnden Italiener und verzichtete unter anderem auf Miguel Angulo und Pablo Aimar – kritisiert und im Februar 2005 folgte seine Entlassung, nachdem man im UEFA-Pokal an Steaua Bukarest gescheitert war. Quique Sánchez Flores wurde zu seinem Nachfolger ernannt.

### FC Parma

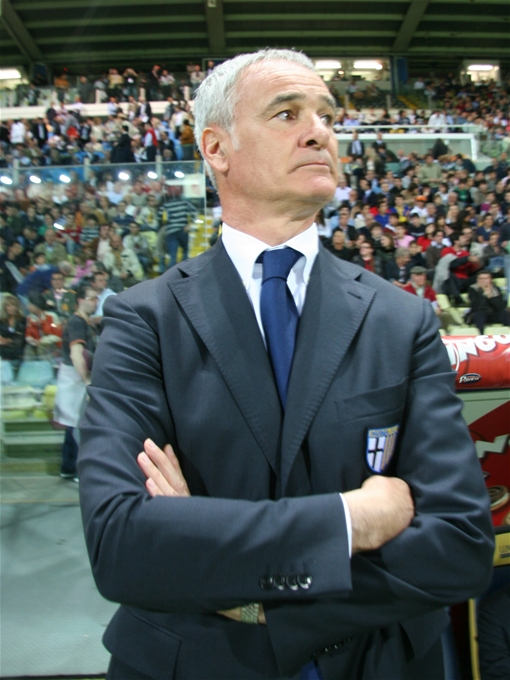
Ranieri 2007 als Trainer des FC Parma

Im Februar 2007 übernahm Ranieri den FC Parma, der von vielen schon als sicherer Absteiger bezeichnet wurde. Er schaffte es, den desolaten Fitnesszustand des Teams wettzumachen und führte die Mannschaft zum Klassenerhalt.

### Juventus Turin
Am 4. Juni 2007 wurde Claudio Ranieri von Juventus Turin als Trainer und Nachfolger von Didier Deschamps verpflichtet. Die Turiner gingen nach dem Zwangsabstieg wegen des Manipulationsskandals als Aufsteiger in die Serie-A-Saison 2007/08. Er erhielt einen Vertrag bis 2010. Bereits nach dem ersten Spieltag stand Ranieri mit Juve, nach einem 5:1 gegen die AS Livorno, auf dem ersten Tabellenplatz. Im Saisonverlauf setzte sich seine Mannschaft in der Spitzengruppe fest und erreichte schließlich den dritten Endrang, der zu einem Platz in der Champions-League-Qualifikation berechtigte. 2008/09 rangierte er mit Juventus lange auf dem zweiten Tabellenplatz. In der Champions League erreichte Ranieri mit dem piemontesischen Verein u. a. mit zwei Siegen gegen Real Madrid als Gruppenerster das Achtelfinale, in dem man am FC Chelsea scheiterte. Nach anhaltend schlechten Resultaten, darunter das Pokalaus gegen Lazio Rom, zwei Monaten ohne Pflichtspielsieg und dem drohenden Verpassen der direkten Champions-League-Qualifikation wurde Claudio Ranieri am 18. Mai 2009 entlassen. Dies stellte die erste Trainerentlassung in Turin seit 40 Jahren dar, sein Nachfolger wurde interimsweise Ciro Ferrara.

### AS Rom
Am 1. September 2009 wurde Claudio Ranieri als Trainer der AS Rom vorgestellt, für den er aktiv gespielt hatte. Er beerbte beim Hauptstadtklub Luciano Spalletti, der nach zwei Niederlagen zum Auftakt der Saison 2009/10 zurückgetreten war. Unter Ranieri machte die AS Rom Position um Position in der Tabelle gut und duellierte sich schließlich mit dem favorisierten Inter Mailand um den Scudetto. Am Ende der Saison setzte sich Inter durch und die Roma wurde zwei Punkte dahinter Zweiter. Ranieris zweite Saison bei der AS Rom verlief wesentlich unglücklicher. Nach einer Serie von sieglosen Spielen verabschiedete er sich am 20. Februar 2011 nach einer 3:4-Niederlage gegen den CFC Genua direkt nach dem Spiel in der Kabine von seiner Mannschaft und gab später seinen Rücktritt bekannt.

### Inter Mailand
Am 21. September 2011 verpflichtete Inter Mailand Ranieri mit einem auf zwei Jahre befristeten Vertrag für den erfolglosen Gian Piero Gasperini. Bereits nach einem halben Jahr löste ihn Andrea Stramaccioni ab.

### AS Monaco
Am 30. Mai 2012 wurde bekannt, dass Ranieri in der kommenden Spielzeit den französischen Erstligisten AS Monaco trainieren werde. Er unterzeichnete einen Vertrag über zwei Spielzeiten. Kurz vor Ablauf seines Vertrages, am 30. Juni 2014, wurde sein Vertrag in beidseitigen Einverständnis aufgelöst.

### Griechenland
Nach der Weltmeisterschaft 2014 wurde Claudio Ranieri Nachfolger des Portugiesen Fernando Santos als Trainer der Griechischen Nationalmannschaft. Führte Santos, selbst Nachfolger von Otto Rehhagel Griechenland noch zur dritten und bis dahin erfolgreichsten Weltmeisterschaftsteilnahme, so gelang unter Ranieri nicht viel. In den ersten drei Spielen im September und Oktober 2014, die zur Qualifikation für die Europameisterschaft 2016 zählten, gab es Heimniederlagen gegen Rumänien und Nordirland sowie ein Unentschieden in Finnland. Nach dem vierten Spiel am 14. November 2014, dem ebenfalls zur Europameisterschaftsqualifikation gehörigen Heimspiel in Piräus gegen die Auswahl der Färöer-Inseln, wurde er anlässlich der 0:1-Niederlage vom Amt entbunden.

### Leicester City
Im Juli 2015 verpflichtete der englische Premier-League-Klub Leicester City Ranieri als neuen Trainer. In der folgenden Saison gewann er mit der Mannschaft überraschend den Meistertitel; dies war der bis dahin größte Erfolg seiner Karriere. Anschließend verlängerte der damals 64-Jährige im August 2016 seine Vertragslaufzeit um vier Jahre. Am 23. Februar 2017 wurde Ranieri entlassen.

### FC Nantes
Zur Saison 2017/18 übernahm Ranieri die Ligue-1-Mannschaft des FC Nantes. Mit dem Team erreichte er den neunten Tabellenplatz. Nach der Spielzeit trennten sich Ranieri und der Verein im beiderseitigen Einvernehmen.

### FC Fulham
Am 14. November 2018 übernahm Ranieri als Nachfolger Slaviša Jokanović die Premier-League-Mannschaft des FC Fulham, die nach zwölf Spieltagen mit fünf Punkten auf dem letzten Tabellenplatz stand. Da die Mannschaft nach dem 28. Spieltag mit zehn Punkten Abstand auf einen Nicht-Abstiegsplatz auf dem vorletzten Tabellenplatz stand, wurde er am 28. Februar 2019 von seinen Aufgaben entbunden.

### Rückkehr zur AS Rom und Sampdoria Genua
Am 8. März 2019, acht Tage nach seinem Ausscheiden beim FC Fulham, übernahm Ranieri zum zweiten Mal die nach 26 Spieltagen auf dem fünften Platz der Serie A stehende Mannschaft der AS Rom als Nachfolger von Eusebio Di Francesco. Er erhielt einen Vertrag bis zum Ende der Saison 2018/19. Danach trainierte er bis Ende Juni 2021 knapp zwei Jahre den italienischen Erstligisten Sampdoria Genua, wo er seinen Vertrag allerdings nicht verlängerte.

### FC Watford
Nach seiner letzten Station bei Sampdoria Genua übernahm er Anfang Oktober 2021 das Traineramt beim FC Watford, einem Aufsteiger der englischen Premier League. Es ist Ranieris vierte Trainerstation in England. Er ersetzt den am Wochenende zuvor entlassenen Xisco. Am 24. Januar 2022 wurde Ranieri nach nicht einmal vier Monaten entlassen, nachdem er zuvor in 13 Ligaspielen lediglich sieben Punkte holte. Unmittelbar vor der Entlassung verlor das Team zu Hause mit 0:3 gegen den Abstiegskonkurrenten Norwich City und rutschte auf den vorletzten Tabellenplatz.

### Rückkehr nach Italien zu Cagliari Calcio
Am 1. Januar 2023 kehrte Ranieri als Trainer nach Italien zurück und übernahm 31 Jahre nach seiner ersten Amtszeit zum zweiten Mal Cagliari Calcio, wo er mit einem Vertrag bis zum 30. Juni 2025 ausgestattet wurde. Er führte den Verein über die Aufstiegs-Playoffs der Serie B gegen die SSC Bari in die Serie A zurück. Im Mai 2024 wurde einvernehmlich die Auflösung seines Vertrages nach erfolgreichem Klassenerhalt beschlossen, zudem verkündete Ranieri sein Karriereende als Trainer.

### Rücktritt vom Rücktritt und erneut zur AS Rom
Am 14. November 2024 wurde Ranieri von der AS Rom als Trainer verpflichtet. Er trat die Nachfolge des entlassenen Ivan Jurić an und erhielt einen Vertrag bis Ende Saison 2024/25. Danach soll er dem Management des Klubs in einer Beraterrolle erhalten bleiben.

## Erfolge als Trainer
AC Florenz
- Italienische Zweitligameisterschaft: 1993/94
- Italienischer Pokal: 1995/96
- Italienischer Supercup: 1996

FC Valencia
- Spanischer Pokal: 1998/99
- UEFA Intertoto Cup: 1998
- UEFA Super Cup: 2004

AS Monaco
- Französische Zweitligameisterschaft: 2012/13

Leicester City
- Englische Meisterschaft: 2015/16

Cagliari Calcio
- Aufstieg in die Serie A: 2022/23

## Persönliche Auszeichnungen als Trainer
- Gazzetta Sports Award – „Trainer des Jahres“: 2016
- FIFA-Welttrainer des Jahres: 2016
- Premio Gianni Brera – Sportivo dell’anno (Gianni-Brera-Preis): 2016
- Trainer des Jahres in Großbritannien: 2016[20]
- Trainer der Saison in der Premier League: 2015/16
- Trainer des Monats der Premier League (5): September 2003, März 2004, November 2015, März 2016, April 2016
- Trainer des Monats der Serie A: Februar 2025